# Viper (Battlestar Galactica)
Pour les articles homonymes, voir Viper.
Dans les séries télévisées Galactica (1978-1980) et Battlestar Galactica (2003-2009), le Viper est un chasseur spatial monoplace, rapide et maniable.

## Galactica(1978)
Dans la série de 1978, le Viper, dont il n'existe qu'un seul type (hormis une variante), est le seul chasseur utilisé par les soldats coloniaux. Ceux-ci portent un casque d'inspiration égyptienne, chose qui n'a jamais été expliquée à cause de l'arrêt prématuré de la série. 
Le chasseur est lancé à partir d'un vaisseau de type Battlestar, dans des sortes de tubes de lancement (tel des tubes lance-torpilles), avec un mécanisme de catapulte magnétique. 
Trimoteur, le Viper est équipé de deux canons lasers, de part et d'autre du vaisseau.

## Battlestar Galactica(2003)
Dans l'univers de BSG-2003, on croise deux types de Vipers :
- Le Viper Mk II date de la première guerre contre les Cylons, 40 ans avant les événements relatés par la série. Il est d'un design très semblable à celui du Viper de la série de 1978, quoique plus long, et avec des ailerons plus petits. Armé de deux mitrailleuses et de plusieurs missiles air-air, le Viper Mk II est capable de voler non seulement dans l'espace mais aussi dans l'atmosphère, et est extrêmement maniable. Grâce à un système de moteurs à poussée vectorielle, il peut faire une volte-face rapidement, ainsi que du vol stationnaire. Il dispose par ailleurs d'un siège éjectable, et d'une avionique primitive, pour ne pas être piraté par les Cylons. Il est retiré du service actif. Il est cependant utilisé après le retour des Cylons, étant invulnérable au système de brouillage de ceux-ci.

- Le Viper Mk VII est le chasseur spatial le plus moderne de la Flotte coloniale. Il dispose d'un design plus futuriste, est d'une taille un peu supérieure et embarque des systèmes informatiques ultra-sophistiqués. Cependant, cela le rendra inefficace lors du retour des Cylons, ces derniers pouvant aisément les mettre hors d'usage.  Le Mk II lui sera donc préféré. Malgré cela, il pourra être utilisé par les pilotes les plus expérimentés, mais sans son avionique, ce qui le rend très difficile à piloter.

Ces deux types de Vipers sont basés sur des vaisseaux Battlestar, et lancés grâce à des tubes de lancements spéciaux. 

### Caractéristiques techniques

#### Dimensions
- Mark II :
  - Longueur : 8,4082 m
  - Envergure : 4,7168 m
  - Hauteur : 2,7247 m (en vol, sans compter les trains d'atterrissage qui font environ 50 centimètres)

- Mark VII :
  - Longueur : 9,8643 m
  - Envergure : 5,61 m
  - Hauteur : 2,9508 m (en vol, sans compter les trains d'atterrissage)

#### Propulsion
- Mark II : 
  - 1 moteur de sustentation Voram VM2-D15
  - 2 moteurs principaux de poussée Voram VM3-D22
  - 2 moteurs de freinage
  - moteurs de contrôle d'attitude

- Mark VII :
  - 3 moteurs principaux montés à l'arrière
  - Plusieurs moteurs de contrôle d'attitude
  - La géométrie des tuyères d'éjection suggère l'emploi de poussée vectorielle.

#### Armements
- Mark II: 2 canons avant MEC-A6 tirant des obus de 30 mm, ils sont montés à la base des ailes des Vipers et ont une capacité de 800 obus. Emplacements arrières pour 8 missiles Javelin HD-80 Lightning avec possibilité de tête nucléaire.
- Mark VII: 3 canons avant tirant des obus. Deux sont disposés aux extrémités des ailes et un à la base du stabilisateur vertical.
- Mark II et VII: Emplacement d'armes pour missiles, munitions supplémentaires etc. sous les ailes.

## Anecdotes
Les pilotes de F-16 Fighting Falcon surnomment leur avion Viper depuis le début des années 1980, après avoir vu la série Galactica (1978-1980).